# 15249 Capodimonte
15249 Capodimonte este un asteroid din centura principală de asteroizi.

## Descriere
15249 Capodimonte este un asteroid din centura principală de asteroizi. A fost descoperit pe 28 decembrie 1989 la Observatoire de Haute-Provence de Eric Walter Elst. Asteroidul prezintă o orbită caracterizată de o semiaxă mare de 3,16 ua, o excentricitate de 0,12 și o înclinație de 16,8° în raport cu ecliptica.